# John Kennedy (avocat)
Pour les articles homonymes, voir John Kennedy (homonymie) et Kennedy.
John Kennedy, né à Londres en 1953, est un avocat britannique. Après avoir fait carrière dans l'industrie de la musique, il devient CEO de la Fédération internationale de l'industrie phonographique (IFPI) en 2005.

## Biographie
John Kennedy est diplômé de l'université de Leicester. Il rejoint Phonogram en 1978, puis la branche britannique de CBS Records. En 1984, il fonde JP Kennedy & Co. Il dirige la branche britannique du label PolyGram à partir de 1996, puis d'Universal Music Group (Universal Music UK) entre 2001 et 2004. 
En janvier 2005, il succède à Jay Berman à la tête de l'IFPI.
John Kennedy s'est impliqué dans l'organisation des concerts caritatifs Live Aid en 1985, puis Live 8 en 2005, et reçoit le titre d'officier de l'Ordre de l'Empire britannique (OBE) en 1995.